# Alessandro Costacurta
Alessandro Costacurta přezdívkou Billy (* 24. dubna 1966 Jerago con Orago, Itálie) je sportovní manažer, fotbalový trenér a bývalý italský fotbalový obránce. Celá jeho hráčská kariéra kromě jedné sezony strávené na hostování byla spjata s italským týmem AC Milán.
Je veden jako jeden z nejlepších obránců v historii italského fotbalu, i klubu AC Milán kde byl 20 sezon do roku 2007. Vyhrál celkem 24 trofejí: 7 titulů, 1 domácí pohár, 5 domácích superpohárů, 5 LM + PMEZ, 4 evropských superpohárů a 2 interkontinentální poháry. Se spoluhráči Tassottim, Baresim a Maldinim, byli jedno z nejlepších obranných linií v historii fotbalu , což umožnilo klubu AC Milán vytvořit absolutní rekord v po sobě jdoucích zápasech bez porážky (58 zápasů - od 26. 5. 1991 do 14. 3. 1993 ).
Za národní tým se zúčastnil 59 utkání a vstřelil 2 branky. Zúčastnil se dvou turnajů MS (1994 a 1998) a jednou na ME (1996). Z MS 1994 má stříbrnou medaili.
V posledním zápase své kariéry, který se odehrál 19. května 2007 proti Udinese, vstřelil branku, která z něj učinila nejstaršího střelce (41 let) v historii Serie A pokutovým kopem. Kromě brankářů je také nejstarším hráčem, který hrál v Serii A a jedním ze sedmi hráčů, kteří nastoupili na hřiště a měli přes 40 let.
V roce 2004 byl zařazen v online anketě UEFA Golden Jubilee Poll, pořádané UEFA k oslavě nejlepších fotbalistů v Evropě za posledních padesát let.

## Klubová kariéra

### Počátky a hostování
Billy byl produkt milánské školky, kde vyrůstal a trénoval jako fotbalista. Do prvního týmu vstoupil v sezóně 1985/86, ale neodehrál ani minutu. Debutoval v sezóně 1986/87, když odehrál dva zápasy italského poháru. Hned nato odešel na hostování nabrat zkušenosti do třetiligové Monzy. Po sezoně se vrátil a první utkání odehrál, byť jen na dvě minuty 25. října 1987 proti Veroně (1:0). Do konce sezóny odehrál celkem sedm utkání a pomohl tak k vítězství v lize.

### 1988–1996: První úspěchy
Sezona 1988/89 byla pro Billyho zlomová. Byl upřednostňován v obraně místo Galliho. Na začátku sezony vyhrál první ročník o italský superpohár a na konci sezony slavil vítězství v poháru PMEZ. Sezónu 1989/90 začal vítězně ve dvojutkání o Evropský superpohár a pak i v utkání o Interkontinentální pohár. První branku vstřelil 18. března 1990 proti Interu (1:3) Sezonu zakončil obhajobou poháru PMEZ když ve finále porazil Benfiku (1:0). V následující sezoně 1990/91 Rossoneri obhájil Evropský superpohár tak i v utkání o Interkontinentální pohár. V poháru PMEZ se Rossoneri utkali již ve čtvrtfinále s francouzským klubem Olympique Marseille. První utkání doma skončilo 1:1. Při venkovním utkání se za stavu 1:0 pro Marseille v 88 minutě vypla všechna světla na stadionu a po odmítnutí pokračovat v zápase byl klub diskvalifikován na jeden rok z evropských soutěží. Po sezoně končí trenér Arrigo Sacchi a je nahrazen Capellem.

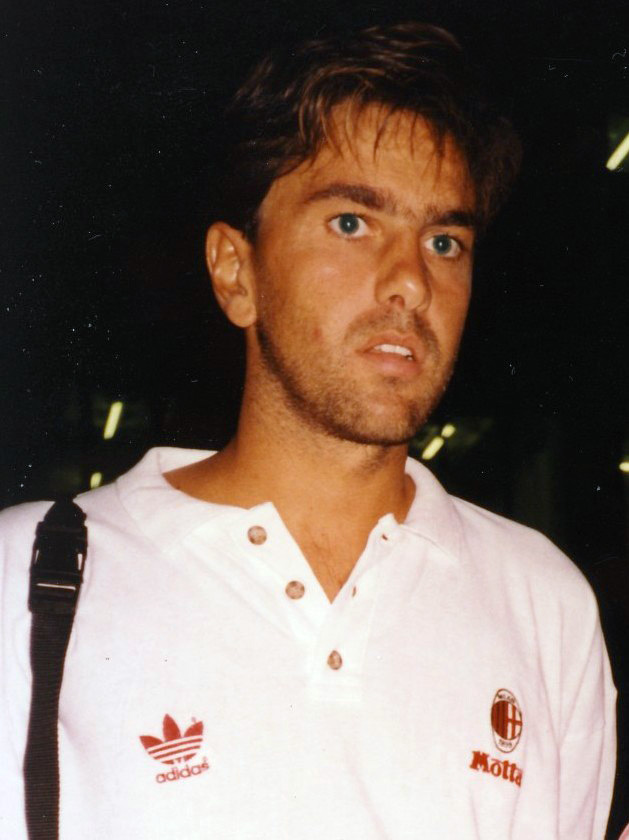
V roce 1992

I když je vyměněn trenér, Billyho to nezasáhlo. Byl stále důležitým členem týmu a pomohl tak k vítězství v lize. V následující sezoně AC Milán ihned vyhrál italský superpohár a pak se podařila i obhajoba v lize. V LM 1992/93 dokráčel do finále kde Rossoneri prohráli s francouzským klubem Olympique Marseille (0:1).
Sezóna 1993/94 byla vítězná. Opět se vyhrál italský superpohár, tak i liga, třetí v řadě. Dne 18. května 1994 se koná finále LM 1993/94 proti Barceloně. Utkání neodehrál protože semifinálovém utkání dostal červenou kartu. Při jeho absenci i Baresiho, je trenér nucen nasadit Maldiniho do středu obrany, ve dvojici s Gallim. Utkání skončilo výhrou 4:0. V dalších dvou sezonách se podaří získat italský superpohár 1994 a titul v sezoně 1995/96. V LM 1994/95 se dostává do finále, ale Rossoneri prohrávají s Ajaxem (0:1). Po sezoně odchází trenér Capello a tak končí éra vítězství.

### 1996–2007: neúspěchy a návrat na vrchol
Po špatných sezónách 1996/97 a 1997/98 pro klub Rossoneri, která skončila na 11. a 10. místě, a mimo evropské poháry. Do sezony 1998/99 Billyho vedl nový trenér Zaccheroni, zastánce rozestavení 3-4-3. Po několika experimentech se trenér rozhodl pro obrannou linii, kterou složil s hráčů: Sala, Costacurta a Maldini. Billy, vracející se z nevýrazného období, se vrátil atleticky soutěživý a nabízel vynikající výkony, což přispělo k dobytí 16. titulu v lize. Pro obhajobu klub učinil nákup Ševčenka, ale stačilo to na 3. místo. V LM skončil již v základní skupině. Během sezony 2000/01 se zraní a nastoupí jen do 18 ligových zápasů a s klubem končí na 6. místě. V LM pomáhá do osmifinálové skupiny, kde končí na 4. místě.
Pro novou sezonu 2001/02 je vybrán nový trenér. Přichází Turek Terim. Billy ztratil výchozí pozici kvůli nedůvěře u trenéra a také díky příchodu středního obránce Laursena. Jenže výsledky nebyli pro vedení klubu uspokojivé a trenér skončil. S příchodem Ancelottiho, povolaného na lavičku Rossoneri, se Billy vrátil do sestavy. Nakonec po špatném začátku se s klubem probyl do semifinále v Poháru UEFA.
S příchodem Nesty v létě 2002 nebyl již Billy již výchozím středním obráncem. Podařilo se mu však vybojovat důležitou roli a hrál jako krajní obránce. V pozici pravého obránce začal hrát i ve finále LM 2002/03, které kvůli zranění nedohrál. Získává tak svou čtvrtou trofej pro vítěze LM. O čtyři dny později vyhrál také italský pohár.

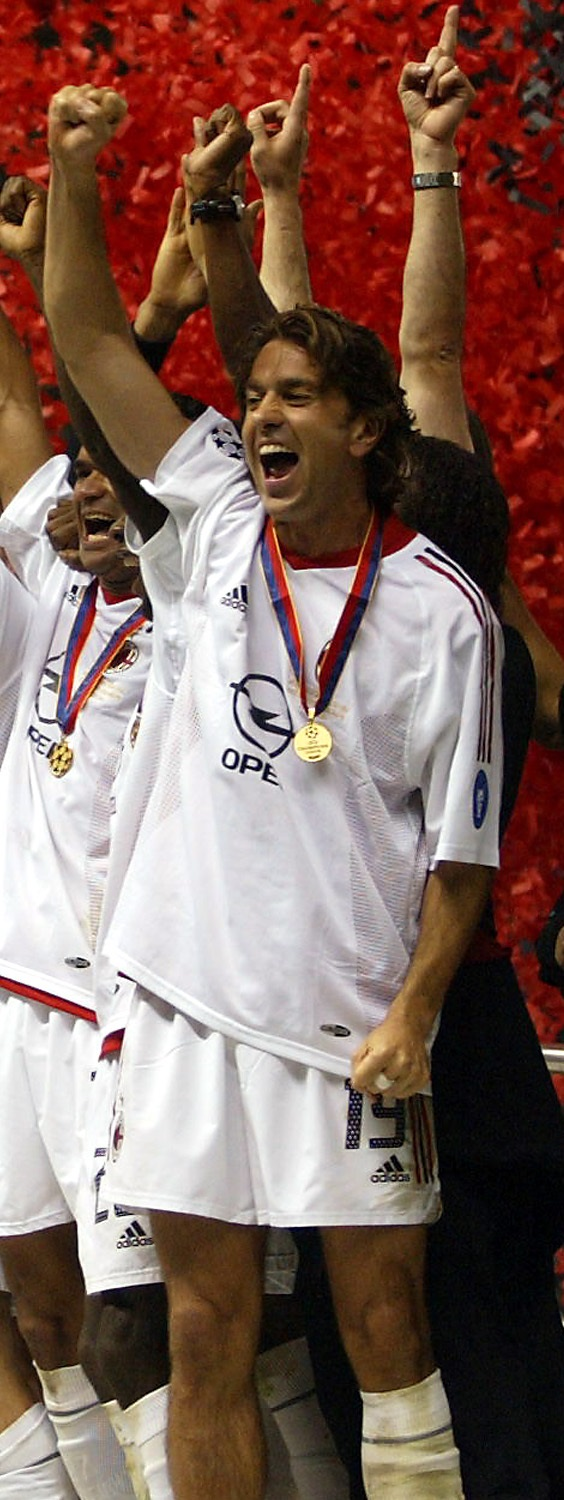
Vítěz LM 2003

Vynechává finále Superpoháru UEFA které Rossoneri vyhrávají. V prosinci se dozvídá, že diskvalifikace z minulého utkání o IP (dostal červenou kartu) nebude mít vliv na jeho účast v Interkontinentálním poháru 2003. Kvůli zranění Nesty, hraje utkání od začátku, ale nezabránil porážce nad Bocou (1:1, 1:3 na pen). Na konci sezony slavil vítězství v lize a oslavil tak již sedmé vítězství.
Po dobré sezóně, přišel nový hráč Jaap Stam. Tím se stal až čtvrtým středním obráncem. Odehrál zatím nejméně utkání v kariéře (celkem 22). Porážku ve finále LM sledoval z lavičky. V sezóně 2005/06 odehrál o jedno utkání méně, ale při absencí Maldiniho se stává kapitánem.
Na začátku sezóny 2006/07 se stal pravidelným hráčem v obou zápasech předkola LM. Poté se na hřišti objevil jen jednou a to v utkání proti AEK Atény (0:1) 21. listopadu ve věku 40 let a 211 dní. Ale i tak se 23. května stal vítězem LM, poslední trofej v dresu Rossoneri. Svůj poslední zápas i branku v kariéře odehrál a vstřelil 19. května 2007 proti Udinese (2:3). Branku vstřelil z penalty (třetí v lize a po 15 letech od poslední). Před odchodem ze hřiště, obdržel velké ovace od fanoušků. S vstřelenou brankou se Billy stal ve 41 letech a 25 dní nejstarším fotbalistou který vstřelil branku. Po utkání ukončil kariéru.
Billy se stal legendou klubu AC Milán. Nastoupil do 663 utkání (3. místo v historii klubu) a vstřelil 3 branky. Za 22 sezon získal celkem 24 trofejí.

## Hráčská statistika
| Sezóna  | Klub    | Liga     | Liga   | Liga | Ligové poháry | Ligové poháry | Ligové poháry | Kontinentální poháry | Kontinentální poháry | Kontinentální poháry | Celkem | Celkem |
| Sezóna  | Klub    | Soutěž   | Zápasy | Góly | Soutěž        | Zápasy        | Góly          | Soutěž               | Zápasy               | Góly                 | Zápasy | Góly   |
| ------- | ------- | -------- | ------ | ---- | ------------- | ------------- | ------------- | -------------------- | -------------------- | -------------------- | ------ | ------ |
| 1986    | Milán   | Serie A  | 0      | 0    | IP            | 2             | 0             | -                    | 0                    | 0                    | 2      | 0      |
| 1986/87 | Monza   | Serie C1 | 30     | 0    | IP            | 0             | 0             | -                    | 0                    | 0                    | 30     | 0      |
| 1987/88 | Milán   | Serie A  | 7      | 0    | IP            | 1             | 0             | UEFA                 | 0                    | 0                    | 8      | 0      |
| 1988/89 | Milán   | Serie A  | 26     | 0    | IP+IS         | 7+1           | 0             | PMEZ                 | 7                    | 0                    | 41     | 0      |
| 1989/90 | Milán   | Serie A  | 26     | 1    | IP            | 3             | 0             | PMEZ+ES+IP           | 8+2+1                | 0                    | 40     | 1      |
| 1990/91 | Milán   | Serie A  | 25     | 0    | IP            | 3             | 0             | PMEZ+ES+IP           | 4+2+1                | 0                    | 35     | 0      |
| 1991/92 | Milán   | Serie A  | 30     | 1    | IP            | 6             | 0             | -                    | 0                    | 0                    | 36     | 1      |
| 1992/93 | Milán   | Serie A  | 31     | 0    | IP+IS         | 6+1           | 0             | LM                   | 10                   | 0                    | 48     | 0      |
| 1993/94 | Milán   | Serie A  | 30     | 0    | IP+IS         | 2+1           | 0             | LM+ES+IP             | 11+2+1               | 0                    | 47     | 0      |
| 1994/95 | Milán   | Serie A  | 27     | 0    | IP+IS         | 3+1           | 0             | LM+ES+IP             | 6+2+1                | 0                    | 40     | 0      |
| 1995/96 | Milán   | Serie A  | 30     | 0    | IP            | 3             | 0             | UEFA                 | 7                    | 0                    | 40     | 0      |
| 1996/97 | Milán   | Serie A  | 30     | 0    | IP+IS         | 3+1           | 0             | LM                   | 5                    | 0                    | 39     | 0      |
| 1997/98 | Milán   | Serie A  | 29     | 0    | IP            | 8             | 0             | -                    | 0                    | 0                    | 37     | 0      |
| 1998/99 | Milán   | Serie A  | 39     | 0    | IP            | 3             | 0             | -                    | 0                    | 0                    | 32     | 0      |
| 1999/00 | Milán   | Serie A  | 27     | 0    | IP+IS         | 2+1           | 0             | LM                   | 5                    | 0                    | 35     | 0      |
| 2000/01 | Milán   | Serie A  | 18     | 0    | IP            | 2             | 0             | LM                   | 9                    | 0                    | 29     | 0      |
| 2001/02 | Milán   | Serie A  | 21     | 0    | IP            | 3             | 0             | UEFA                 | 7                    | 0                    | 31     | 0      |
| 2002/03 | Milán   | Serie A  | 18     | 0    | IP            | 5             | 0             | LM                   | 10*                  | 0*                   | 33     | 0      |
| 2003/04 | Milán   | Serie A  | 22     | 0    | IP+IS         | 5+0           | 0             | LM+ES+IP             | 8+0+1                | 0                    | 36     | 0      |
| 2004/05 | Milán   | Serie A  | 14     | 0    | IP+IS         | 3+0           | 0             | LM                   | 5                    | 0                    | 22     | 0      |
| 2005/06 | Milán   | Serie A  | 15     | 0    | IP            | 3             | 0             | LM                   | 3                    | 0                    | 21     | 0      |
| 2006/07 | Milán   | Serie A  | 3      | 1    | IP            | 5             | 0             | LM                   | 3*                   | 0*                   | 11     | 1      |
| Celkově | Celkově | Celkově  | 458    | 3    | -             | 84            | 0             | -                    | 121                  | 0                    | 663    | 3      |

## Reprezentační kariéra
Billy odehrál v letech 1986 až 1990 8 utkání za juniory a účastnil se dvou ME U21 (1988 a 1990).
Poprvé byl do národního týmu povolán v prosinci 1990, ale první utkání odehrál až 13. listopadu 1991 proti Norsku (1:1) První branku vstřelil 4. června 1992 na turnaji v USA proti Irsku (2:0).
Dostal do nominace na MS 1994 konané ve Spojených státech. Byl nedílnou součástí týmu. Kvůli žluté kartě obdržené v semifinále se finále proti Brazílii nezúčastnil. I tak získal stříbrnou medaili.
Dne 6. září 1995, při vítězství nad Slovinskem (1:0) nastoupil poprvé s kapitánskou páskou. Zúčastnil se i ME 1996, v němž byli vyřazen v základní skupině.
S příchodem Maldiniho si udržel pozici a zúčastnil se MS 1998 konané ve Francii a stal se jedním z nejlepších italských hráčů. Nakonec se dostal do čtvrtfinále, kde jej vyřadilo domácí Francie na penalty. To byl také poslední utkání v reprezentaci. A tak po 59 utkání (3 jako kapitán) a 2 brankách se rozloučil.

### Statistika na velkých turnajích
| Reprezentace | Rok     | Zápasy             | Zápasy | Zápasy    | Zápasy           | Zápasy           | Zápasy            |
| Reprezentace | Rok     | Fáze turnaje       | Datum  | Soupeř    | Odehraných minut | Vstřelené branky | Výsledek          |
| ------------ | ------- | ------------------ | ------ | --------- | ---------------- | ---------------- | ----------------- |
| Itálie       | MS 1994 | 1 zápas ve skupině | 18. 6. | Irsko     | 90               | 0                | 0:1               |
| Itálie       | MS 1994 | 2 zápas ve skupině | 23. 6. | Norsko    | 90               | 0                | 1:0               |
| Itálie       | MS 1994 | 3 zápas ve skupině | 28. 6. | Mexiko    | 90               | 0                | 1:1               |
| Itálie       | MS 1994 | Osmifinále         | 5. 7.  | Nigérie   | 120              | 0                | 2:1 v prodl.      |
| Itálie       | MS 1994 | Čtvrtfinále        | 9. 7.  | Španělsko | 90               | 0                | 2:1               |
| Itálie       | MS 1994 | Semifinále         | 13. 7. | Bulharsko | 90               | 0                | 2:1 (4:3) na pen. |
| Itálie       | ME 1996 | 1 zápas ve skupině | 11. 6. | Rusko     | 90               | 0                | 2:1               |
| Itálie       | ME 1996 | 2 zápas ve skupině | 14. 6. | Česko     | 90               | 0                | 1:2               |
| Itálie       | ME 1996 | 3 zápas ve skupině | 19. 6. | Německo   | 90               | 0                | 0:0               |
| Itálie       | MS 1998 | 1 zápas ve skupině | 11. 6. | Chile     | 90               | 0                | 2:2               |
| Itálie       | MS 1998 | 2 zápas ve skupině | 17. 6. | Kamerun   | 90               | 0                | 3:0               |
| Itálie       | MS 1998 | 3 zápas ve skupině | 23. 6. | Rakousko  | 90               | 0                | 2:1               |
| Itálie       | MS 1998 | Osmifinále         | 27. 6. | Norsko    | 90               | 0                | 1:0               |
| Itálie       | MS 1998 | Čtvrtfinále        | 3. 7.  | Francie   | 120              | 0                | 0:0 (3:4) na pen. |

### Reprezentační góly
| Gól | Datum      | Stadion                      | Soupeř    | Skóre (min.) | Výsledek | Soutěž                 |
| --- | ---------- | ---------------------------- | --------- | ------------ | -------- | ---------------------- |
| 010 | 4. 6. 1992 | Foxboro Stadium, Foxborough, | Irsko     | 02:0 0(67.)  | 2:0      | USA Cup                |
| 02  | 7. 9. 1994 | Stadion Bežigrad, Lublaň,    | Slovínsko | 01:1 0(16.)  | 1:1      | kvalifikace na ME 1996 |

## Trenérská a manažerská kariéra
Po skončení fotbalové kariéry se rozhodl přijmout nabídku od Ancelottiho stát se jeho dalším asistentem. Dne 2. července 2008 získal prvotřídní profesionální licenci UEFA pro.
Dne 27. října téhož roku nastoupil na svou první trenérskou zkušenost, když nahradil Brucata druholigový klub AC Mantova 1911. Debutoval porážkou 1:0 proti Rimini. Dne 9. února 2009, po porážce proti Vicenze rezignoval.
Po trenérské zkušenosti nastupuje v roce 2010 do TV kanálu Sky Sport Italia jako komentátor a publicista.
Dne 1. února 2018, byl jmenován místopředsedou FIGC. Ve funkci zůstává až do 22. října 2018.

### Trenérská statistika
| Sezóna  | Klub    | Liga    | Liga   | Liga  | Liga   | Liga   | Liga                               | Ligové poháry | Ligové poháry | Ligové poháry | Ligové poháry | Ligové poháry | Ligové poháry | Kontinentální poháry | Kontinentální poháry | Kontinentální poháry | Kontinentální poháry | Kontinentální poháry | Kontinentální poháry | Celkem | Celkem | Celkem | Celkem |
| Sezóna  | Klub    | Soutěž  | Zápasy | Výhry | Remízy | Prohry | Umístění                           | Soutěž        | Zápasy        | Výhry         | Remízy        | Prohry        | Úspěch        | Soutěž               | Zápasy               | Výhry                | Remízy               | Prohry               | Úspěch               | Zápasy | Výhry  | Remízy | Prohry |
| ------- | ------- | ------- | ------ | ----- | ------ | ------ | ---------------------------------- | ------------- | ------------- | ------------- | ------------- | ------------- | ------------- | -------------------- | -------------------- | -------------------- | -------------------- | -------------------- | -------------------- | ------ | ------ | ------ | ------ |
| 2008/09 | Mantova | Serie B | 14     | 4     | 4      | 6      | nastoupil v řij., propuštěn v úno. | IP            | 0             | 0             | 0             | 0             | -             | -                    | 0                    | 0                    | 0                    | 0                    | -                    | 14     | 4      | 4      | 6      |
| Celkově | Celkově | Celkově | 14     | 4     | 4      | 6      | -                                  | -             | 0             | 0             | 0             | 0             | -             | -                    | 0                    | 0                    | 0                    | 0                    | -                    | 14     | 4      | 4      | 6      |

## Úspěchy

### Klubové
- 7× vítěz italské ligy (1987/88, 1991/92, 1992/93, 1993/94, 1995/96, 1998/99, 2003/04)
- 1× vítěz italského poháru (2002/03)
- 5× vítěz italského superpoháru (1988, 1992, 1993, 1994, 2004)
- 5× vítěz Ligy mistrů (1988/89, 1989/90, 1993/94, 2002/03, 2006/07)
- 4× vítěz evropského superpoháru (1989, 1990, 1994, 2003)
- 2× vítěz Interkontinentální pohár (1989, 1990)

### Reprezentační
- 2× na MS (1994 – stříbro, 1998)
- 1× na ME (1996)
- 2× na ME 21 (1988, 1990 – bronz)

### Individuální
- ocenění Premio nazionale Andrea Fortunato (Cena za celoživotní přínos – 2013)
- ocenění Premio Nazionale Carriera Esemplare "Gaetano Scirea" (Cena za celoživotní přínos pro fotbalisty starší 30 let, kteří se vyznačují sportovní loajalitou – 2000)